# رنو ۲۰/۳۰
رنو ۲۰ و رنو ۳۰ خودروهایی هستند که در سال‌های ۱۹۷۵–۱۹۸۴در فرانسه و رومانی و ونزوئلا تولید شده‌اند. طراحی آن خودروهای موتور جلو-محور جلو بوده است. سیستم جعبه‌دندهٔ آن ۴ دنده است.